# Mercè Rodoreda
Mercè Rodoreda i Gurguí (Barcelona, 10 de octubre de 1908-Gerona, 13 de abril de 1983) fue una escritora española.
Está considerada una de las escritoras de lengua catalana más influyente de su época, tal como lo atestiguan las referencias de otros autores a su obra y la repercusión internacional, con traducciones a cuarenta idiomas diferentes. Su producción abarca todos los géneros literarios; Rodoreda cultivó tanto la poesía como el teatro y el cuento, aunque destaca especialmente en la novela. Póstumamente se descubrió una vertiente más, la pintura, que había quedado en segundo término por la importancia que Rodoreda daba a la propia escritura:

Escribo porque me gusta escribir. Si no me pareciera exagerado diría que escribo para gustarme a mí misma. Si de rebote lo que escribo gusta a los demás, mejor. Quizás es más profundo. Quizás escribo para afirmarme. Para sentir que soy ... Y acabó. He hablado de mí y de cosas esenciales en mi vida, con una cierta falta de medida. Y la desmesura siempre me ha dado mucho miedo.
Mercè Rodoreda, prólogo de Espejo roto

## Biografía

### Infancia (1908-1921)
Mercè Rodoreda nació el 10 de octubre de 1908 en una pequeña casa con jardín de la calle de San Antonio, actualmente calle de Manuel Angelon, en el barrio de San Gervasio de Cassolas, Barcelona. Fue hija única del matrimonio formado por Andreu Rodoreda Sallent y Montserrat Gurguí Guàrdia, ambos eran grandes amantes de la literatura y el teatro y, de hecho, habían asistido a clases de declamación en la Escuela de Arte Dramático, que posteriormente sería el Instituto del Teatro, impartidas por Adrià Gual. Su madre también tenía un gran interés por la música.
Rodoreda solo cursó la educación primaria durante dos años, desde 1915 hasta 1917, y en dos escuelas diferentes: el Colegio de Lourdes del barrio de Sarriá y otro centro más cercano a su casa, en la calle de Padua, a la altura de la calle de Vallirana, en Barcelona. El abuelo materno, Pere Gurguí, era un admirador de Jacinto Verdaguer -de quien había sido amigo- y había colaborado como redactor en las revistas La Renaixença y L'Arc de Sant Martí. En el año 1910, Pere Gurguí hizo levantar un monumento en memoria de Jacinto Verdaguer en el jardín de su casa en el que había un grabado con las dos obras más importantes del autor,  Canigó y La Atlántida; ese espacio se convirtió en el lugar de fiestas y reuniones de la familia. La figura del abuelo marcó intensamente a Mercè y llegó a considerarlo su «maestro». Gurguí le inculcó un profundo sentimiento catalanista y un amor a la lengua catalana y a las flores, que quedaron bien reflejados a lo largo de toda la obra de Mercè Rodoreda.

Recuerdo la sensación de estar en casa cuando, asomada a la barandilla de la azotea, veía caer sobre el césped y las hortensias las flores azules de la jacaranda. No sabré explicarlo, nunca me he sentido «tan en casa» como cuando vivía en la casa de mi abuelo con mis padres.
Mercè Rodoreda, Imatges d'infantesa.

El 18 de mayo de 1913, con solo cinco años, actuó por primera vez en una obra de teatro con el papel de la niña Ketty de la obra El misterioso Jimmy Samson, en el Teatro Torrent de les Flors. Años más tarde este personaje fue en cierto modo recuperado para el cuento El bany dentro de la obra Vint-i-dos contes.
Durante su infancia leyó sobre todo los autores catalanes clásicos y modernos como Jacinto Verdaguer, Ramon Llull, Joan Maragall, Sagarra y Josep Carner, entre otros, seguramente influida, por el ambiente bohemio que se respiraba en la casa familiar.
El 30 de mayo de 1920 participó en el drama Quince días de reinado en el Colegio Nuestra Señora de Lourdes. En el mismo acto también recitó el poema en catalán La negra.
En 1921, a causa de la muerte del abuelo materno, Pere Gurguí, su tío Juan se instaló en la casa de la familia y cambió el estilo vida imponiendo austeridad y orden convencional. Mercè Rodoreda lo tenía idealizado ya desde las cartas que había recibido anteriormente y acabó casándose el 
10 de octubre de 1928, a sus veinte años, con su tío Juan Gurguí, catorce años mayor que ella y que debido al grado de consanguinidad, necesitaron una dispensa papal.

### Juventud (1921-1939)
Después de la boda, el matrimonio viajó a París en viaje de boda, y luego se instaló en una casa de la calle Zaragoza en Barcelona. Su marido había ido a Argentina de muy joven y había vuelto con una pequeña fortuna.
El 23 de julio de 1929 nació su único hijo, Jordi Gurguí y Rodoreda. A partir de este momento, Mercè Rodoreda empezó a hacer pruebas literarias para lograr liberarse de la dependencia económica y social que le suponía la monótona vida de casada. Fue así como empezó a concebir la escritura como un oficio. Cada día se encerraba durante un rato en un palomar azul que había en la casa materna de Manuel Angelon, que posiblemente luego le sirvió de inspiración para escribir La plaza del Diamante. Durante ese tiempo, escribió versos, una comedia teatral (que permanece desaparecida) y una novela. Entretanto, fue proclamada la Segunda República.

#### Segunda República
En 1931, Mercè Rodoreda empezó a recibir clases en el Liceo Dalmau donde mejoró su conocimiento de la lengua en manos del pedagogo y lingüista Delfín Dalmau, que le influyó enormemente y le estimuló a formarse, entre ambos surgió un gran vínculo de amistad. Mercè Rodoreda enseñaba lo que escribía a Dalmau, y él la animó a hacer públicos estos primeros textos. Según Dalmau, Mercè Rodoreda era una alumna excepcional que poseía una plenitud espiritual y una prometedora alma de literata. Esta admiración hacia Mercè Rodoreda animó a Dalmau a pedirle que contribuyera en su obra Polémica; ella contestó afirmativamente y la pieza se publicó en 1934. Según reconoció el maestro Delfín Dalmau, esta obra también había sido realizada con las observaciones de Rodoreda.
En el año 1932, se publicó la primera novela de Mercè Rodoreda, en la editorial Catalonia, titulada Sóc una dona honrada? (¿Soy una mujer honrada?) y también algunos cuentos para varios diarios. La obra pasó casi desapercibida hasta que optó al Premio Joan Crexells del año 1933, aunque el ganador de aquel año fue Carles Soldevila.
El 1 de octubre de 1933 inició su carrera periodística en la revista semanal de Clarisme, donde publicó veinticuatro contribuciones: cinco prosas sobre cultura tradicional, trece entrevistas, dos reseñas, un cuento y tres comentarios de temática político-cultural, musical y cinematográfico. Aquel mismo año entró a formar parte de la Asociación de la Prensa de Barcelona, hecho que ponía en evidencia la intención de formalizar su colaboración con el trabajo periodístico.
En la primavera de 1934, Mercè Rodoreda publicó su segunda obra, Del que hom no pot fugir, en las ediciones de la revista Clarisme. En mayo de aquel mismo año, ganó el Premio del Casino Independiente de los Juegos Florales de Lérida con el cuento La sireneta i el dofí, actualmente perdido.
Después de escribir esta segunda obra, Joan Puig i Ferreter, director de Ediciones Proa, la visitó y se interesó para publicarle su próxima obra, Un día en la vida d'un home, publicada en el otoño de ese mismo año. Rodoreda comenzó a introducirse en el mundo literario gracias a la ayuda del mismo Puig i Ferreter, que le abrió las puertas del Club de los Novelistas, formado por autores como Armand Obiols, Francesc Trabal o Joan Oliver, que también eran antiguos miembros del «Grupo de Sabadell». En aquel tiempo, se adentró en la lectura de les novelas de Fiódor Dostoievski.
Desde 1935 hasta 1939, publicó un total de dieciséis cuentos infantiles en el periódico La Publicitat, en la sección Un rato con los niños. Además, publicaba a la vez cuentos en los medios de prensa como La Revista, La Veu de Catalunya y Mirador, entre otros.
Le fue editada en 1936 su cuarta novela, Crim (Crimen). Posteriormente Rodoreda rechazaría esta novela junto con las otras tres anteriores por considerarlas fruto de la inexperiencia.

#### Guerra civil
Al iniciarse la guerra civil española, Rodoreda colaboró con el cargo de corrector de catalán en el Comisariado de propaganda de la Generalidad. En este ambiente conoció escritoras de la época como Aurora Bertrana y María Teresa Vernet, y estableció lazos de amistad con Susina Amat, Julieta Franquesa, Anna Murià y Carme Manrubia.
El Premio Joan Crexells del año 1937 se otorgó a Mercè Rodoreda por su obra aún no publicada Aloma. En este mismo año de 1937, Rodoreda puso fin a su matrimonio al separarse de su marido. Su supuesto amante, Andrés Nin, fue detenido el día 16 de junio frente a la sede de su partido en La Rambla de Barcelona; días más tarde fue torturado y asesinado por agentes de la policía soviética por orden del general Alexander Orlov en la prisión de Alcalá de Henares.
En el año 1938, fue publicada por la Institución de las Letras Catalanas la quinta novela de Mercè Rodoreda, titulada Aloma. Esta fue la primera obra que Rodoreda aceptó como obra suya, aunque posteriormente la reformó y publicó de nuevo. El mismo año, en representación del PEN Club de Cataluña, viajó junto con el escritor catalán Francesc Trabal y leyó una bienvenida escrita por Carles Riba en el congreso internacional del PEN Club en Praga.

### Exilio (1939-1972)
El 23 de enero de 1939 se exilió a Francia. Rodoreda creía que el exilio sería por poco tiempo y dejó a su hijo a cargo de su madre. Aunque Mercè Rodoreda no había participado nunca en política, se exilió por consejo de su madre, que temía problemas a causa de las actividades de colaboración con publicaciones en catalán y algunas revistas de izquierda de años anteriores. Junto con otros intelectuales de la época, fue de Barcelona a Gerona con un bibliobús propiedad de la Consejería de Cultura de la Generalidad de Cataluña, para después seguir el camino hacia la frontera francesa y Perpiñán.

[...] Se acabó la guerra y tuvimos que salir de España. Yo, no por nada, porque no había hecho nunca política, pero el hecho de haber escrito en catalán y de haber colaborado en revistas —digamos– «de izquierda», etcétera, y aconsejada por mi madre, pues me fui pensando que al cabo de tres, cuatro, cinco meses volvería a mi casa, y esto se fue eternizando, eternizando. [...] Yo tardé unos seis años en volver a Barcelona.
Mercè Rodoreda entrevistada en el programa televisivo A fondo (2 de junio de 1980).

#### Roissy-en-Brie
Se instaló en los arrabales de París a finales de febrero y a principios de abril se trasladó a Roissy-en-Brie, una localidad cercana al este de la capital donde se instaló en el castillo de Roissy-en-Brie, una construcción del siglo XVIII, que se ofrecía para refugiar a escritores. Compartió casa con Anna Murià, Cesar August Jordana, Armand Obiols, Francesc Trabal y Carles Riba.
En Roissy-en-Brie surgieron varias relaciones amorosas, una de ellas fue entre Mercè Rodoreda y Joan Prat i Esteve, más conocido con el seudónimo de Armand Obiols. El problema en el castillo surgió porque Armand Obiols estaba casado con la hermana de Francesc Trabal y tenían un hijo en común que se había quedado en Barcelona junto con su madre. Además, la suegra de Armand Obiols había viajado con Trabal hasta Roissy-en-Brie junto con otros miembros de la familia Trabal. En consecuencia, este adulterio dividió a los exiliados catalanes en dos bandos contrapuestos. Según Anna Murià, Francesc Trabal se oponía no solo por su hermana sino por celos, ya que habría mantenido una relación con Mercè Rodoreda en secreto en Barcelona que solo conocían ellos dos y su confidente. Rodoreda de toda esta historia quiso escribir un libro titulado La novel·la de Roissy, pero no lo terminó nunca. El ambiente de estabilidad que ofrecía el castillo fue perturbado por el inicio de la Segunda Guerra Mundial. En ese momento algunos decidieron huir hacia países de Latinoamérica y otros prefirieron quedarse en Francia; este último destino fue el elegido por Rodoreda y Obiols. En consecuencia, se trasladaron a la casa Villa Rosset, en la periferia del pueblo.

#### Huida de los nazis

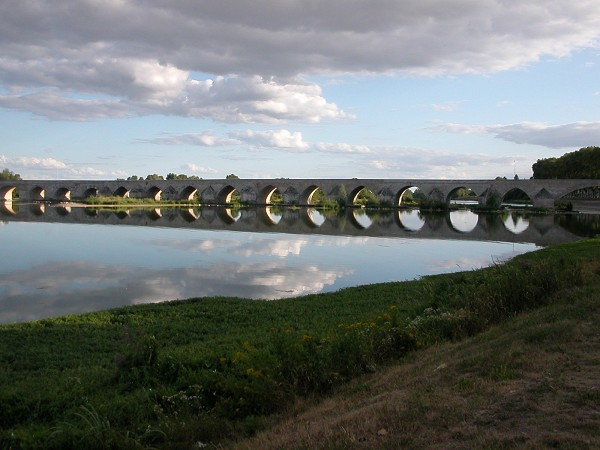
El puente de Beaugency.

Mercè Rodoreda, junto con otros escritores que aún se refugiaban en Francia, tuvo que huir de París, a mediados de junio de 1940, por el avance de los soldados alemanes que iban en dirección a Orleans por la vía de Artenay. Josep Maria Esverd pudo conseguir una camioneta para huir de Francia; sin embargo, al día siguiente fue requisada por las tropas francesas. Tras un intento fracasado de coger el tren, tuvieron que huir a pie hacia el sur. El objetivo era atravesar el río Loira para poder entrar en la zona no ocupada, pero poco antes de llegar a Orleans la vieron en llamas y no quedaba ningún puente en pie en ese tramo del río Loira; en consecuencia, se desviaron de la ruta fijada.

Entonces, emprendimos la retirada a pie [durante] unas tres semanas. Unas tres semanas huyendo de los nazis y andando por las carreteras francesas. [...] Pasamos por un puente en Beaugency, que estaban minando los artilleros franceses. Era una tarde con un cielo muy oscuro, muy bajo, y empezaron a bombardear el puente los alemanes, con unos estukas que daban miedo, y se veían los rosarios de bombas cómo caían y explotaban allí cerca. [...] Había muertos sobre el puente, ¡una cosa terrible! Entonces nos dirigimos a Orleans, pensando que podríamos descansar allí un día o dos, y cuando llegamos a las vistas de Orleans, Orleans estaba en llamas, porque acababan de bombardearlo. Y entonces dormimos en una casa de campo que olía a carne echada a perder y a vino agrio, que se ve que había pasado mucha gente por esa casa; y dormimos allí la noche viendo desde las ventanas Orleans cómo ardía.
Mercè Rodoreda entrevistada en el programa televisivo A fondo (2 de junio de 1980).

Durante doce días se resguardaron en una granja hasta la firma del armisticio del 22 de junio de 1940, después de haber atravesado el Loira a través de la localidad de Meung-sur-Loire que se encontraba totalmente destruida. De allí viajaron aún más al sur hasta establecerse esta vez en Limoges.

#### Limoges-Burdeos
En Limoges, se instaló en una habitación en el número 12 de la calle de las Hijas de Notre Dame. Fueron unos años duros para la autora, pues el 5 de junio de 1941 su compañero sentimental Armand Obiols fue detenido, y se quedó sola hasta octubre de ese mismo año. Durante aquel tiempo, Armand Obiols tuvo que hacer trabajos forzados en Saillat-sur-Vienne en una cantera. Sin embargo, diversas gestiones de Rodoreda consiguieron que fuera destinado a Burdeos. Cuando Obiols ya estuvo en mejores condiciones de vida en Burdeos, Rodoreda se involucró en un círculo de estudio dedicado a la lectura y el aprendizaje del inglés.
Durante los meses posteriores, la relación entre Mercè Rodoreda y Armand Oriols fue sobre todo a distancia, y solo esporádicamente se pudieron ver en persona. No fue hasta finales de agosto de 1943, cuando Rodoreda se trasladó al número 43 de la calle Chauffour de Burdeos, donde se reencontró con su amante. En Burdeos vivió momentos muy duros y se dedicó a la costura, según palabras suyas, «hasta el embrutecimiento» en un almacén durante gran parte del día, un trabajo que no le dejaba tiempo para escribir.

He hecho blusas de confección a nueve francos y he pasado mucha hambre. He conocido gente muy interesante y el abrigo que llevo es herencia de una judía rusa que se suicidó con veronal. En Limoges se quedaron con un ovario mío, pero lo que no dejaré en Francia será mi energía y mi juventud, hasta cincuenta años pienso conservar un cierto genre fregate[...] Y, sobre todo, quiero escribir, necesito escribir, nada me da tanto placer desde que vine al mundo, como un libro mío recién editado y con olor a tinta fresca. Lamento no haberme ido con vosotros, me habría sentido más acompañada, habría trabajado, me pesan todos estos años inútiles, desmoralizadores, pero me vengaré. Haré que sean útiles, estimulantes, que tiemblen mis enemigos. A la menor ocasión volveré a hacer una entrada de caballo siciliano. No habrá quien me pare.
Mercè Rodoreda, Extracto de la carta a Anna Murià (Burdeos, 19 de diciembre de 1945)

#### París
El regreso a París tuvo lugar en septiembre de 1946 cuando Rodoreda y Armand Obiols se trasladaron a la casa de Rafael Tasis i Marca en el exilio, que se encontraba en el número 9 de la calle Coëtlogon. Poco tiempo después, la pareja se trasladó a la sexta planta del número 21 de la calle Cherche-Midi, muy cerca de la zona residencial de Saint-Germain-des-Prés, que era un lugar de reunión para muchos intelectuales del momento. Este fue su hogar durante ocho años y, de hecho, no se desligó totalmente hasta el año 1977.
A principios de 1947, pudo dejar el trabajo de costurera para pasar a trabajar otra vez como colaboradora en la Revista de Catalunya. Aparte de publicar durante ese año narraciones en las diversas ediciones de la revista, también pudo publicar algunas en Chile y México. Desde este año 1947 hasta 1953, Mercè Rodoreda no pudo cultivar una literatura de gran extensión porque desde el año 1945 había empezado a tener problemas de salud junto con la reaparición de una parálisis somática en el brazo derecho. Por esta razón, intensificó la creación poética y encontró en Josep Carner su maestro, con quien mantuvo una estrecha relación por correspondencia. En 1952, comenzó una terapia de recuperación en el balneario de Chátel-Guyon. Durante los años que estuvo en París también empezó dos novelas que no terminó.
En Los Juegos Florales de la Lengua Catalana celebrados en Londres en 1947, ganó su primera Flor Natural con seis sonetos: Rosa, Amor novell, Adam i Eva, Ocell y dos sonetos más sin título. Con el poema Món d'Ulises, Rodoreda consiguió por segunda vez la Flor Natural de los Juegos Florales de 1948 en París, el poema fue publicado en la revista La nostra Revista ese mismo año. Albes i nits le dio la tercera victoria en el certamen de los Juegos Florales y, en consecuencia, fue nombrada "Mestre en Gai Saber" en Montevideo el año 1949. Ese mismo año visitó Barcelona por primera vez después de su exilio.
En el año 1951, interesada por las obras de pintores como Pablo Picasso, Paul Klee y Joan Miró , hizo algunas creaciones propias, en una carta a Armand Obiols del año 1954, explica que ya tiene un «estilo y un mundo» en la pintura, sin embargo reconoce que su lugar se encuentra en la escritura. Por otra parte, Armand Obiols, empezó a trabajar como traductor para la UNESCO, y dos años más tarde, en 1953, se trasladó definitivamente a Ginebra.

#### Ginebra
En el año 1954, Mercè Rodoreda y Armand Obiols se trasladaron a un apartamento de la calle Violet, en un barrio burgués de la ciudad de Ginebra. En esta ciudad, siempre se sintió exiliada, incluso, reconoció que Ginebra «es una ciudad muy aburrida, apta para escribir». Poco después, Obiols tuvo que trasladarse a Viena por cuestiones de trabajo. Ese mismo año, Rodoreda hizo un viaje a Barcelona para asistir a la boda de su único hijo, Jordi Gurguí i Rodoreda.

Vivo en un estudio muy bonito, sobre un parque, con una casa de siete pisos por delante, pero bastante lejos. En un lado se ve parte de un lago, y por el otro, el Salève. Vista desde mi terraza, es una montaña bastante fea, porque tiene muchos trozos pelados y parece que esté enferma. Cuando el día está claro, veo la cima del Mont Blanc.
Mercè Rodoreda, Entrevista por Baltasar Porcel a Mercè Rodoreda (1972)

En el año 1956, ganó el Premio de Ensayo Joan Maragall con Tres sonets i una cançó que será publicado en el suplemento literario la Gaceta de Letras de La Nova Revista. También fue premiada con el Premio Joan Santamaria por su cuento Carnaval, que le fue entregado en Barcelona el mismo año.
En 1958 se publicó el libro de cuentos escritos bajo el nombre de Vint-i-dos contes que un año antes había recibido el prestigioso Premio Víctor Catalá. Algunos de estos cuentos habían sido ya publicados en México durante el exilio en Francia, mientras que otros eran inéditos. Según confesó la autora, este libro provenía de una crisis de técnicas que comportó a un desigual nivel literario entre los diversos cuentos, aunque los relacionaba una unidad temática. Según unas anotaciones inéditas que hablan de Ginebra, Rodoreda nos revela que durante aquellos años se vio con escritores como Eugeni Xammar, Julio Cortázar y su mujer, y Jorge Semprún.
Durante la larga estancia en Ginebra y por su afición a las plantas, creó un primer jardín que más adelante repetiría en Romanyá de la Selva. El gran volumen de flores que la rodeaban le sirvió de inspiración para empezar a retratar las flores que acabarían conformando Flors de debò dentro de Viatges i flors, junto con los viajes que redactaría en Romanyá; este libro no fue publicado hasta el año 1980.
La perla del Llac fue el título de una novela potencial de la autora que quedó incompleta, y se encuentra en el archivo del Instituto de Estudios Catalanes. El título es el nombre de un restaurante a orillas del Lago Léman en un rincón de Ginebra que Mercè Rodoreda frecuentaba. Era un emplazamiento cerca del edificio de las Naciones Unidas donde la autora comía habitualmente, y desde donde ella gozaba de una gran vista en los comedores de los pisos superiores. Según nos describe en el prólogo de Mirall trencat, (Espejo roto), los ojos de la protagonista Teresa Goday de Valldaura eran los mismos que la dama del Léman.
En el 1958, presentó Una mica d'història en el Premio Joanot Martorell, aunque no ganó, pues el ganador fue Ricard Salvat con Animals destructors de lleis; sin embargo, esta novela fue publicada en 1967 esta vez con el título de Jardí vora el mar. También escribió el cuento Rom Negrita para el volumen Los 7 pecats capitals vistos per 21 contistas, aunque luego formaría parte del volumen Semblava de seda. Desde 1958 y sin romper con Rodoreda, Armand Obiols mantenía una relación sentimental con una mujer en Ginebra hasta la muerte de Obiols.
Fue en esta ciudad en la que escribió (1960) su obra más aclamada, La plaça del diamant (La plaza del diamante), considerada como la novela más importante de la narrativa catalana de la posguerra. Ambientada en el barrio barcelonés de Gràcia, la novela narra la historia de Colometa, una mujer como tantas otras a la que la guerra civil destroza la vida y las esperanzas. La plaça del diamant es a la vez una novela histórica, psicológica y costumbrista. La empezó a escribir en 1959 con el nombre de Colometa, aunque en 1962 sería publicada ya con su nombre conocido La Plaza del Diamante por el Club dels Novel·listes. De su época en Suiza son también la novela El carrer de les camèlies (La calle de las Camelias 1966) así como el recopilatorio de cuentos La meva Cristina i altres contes (Mi Cristina y otros cuentos 1967). El director, en aquel momento del club, Joan Sales quedó admirado por la novela de La Plaza del Diamante y empezó a mantener contacto por correspondencia con Mercè Rodoreda, quien a partir de ese momento encontró en el Club editor un espacio donde publicar su obra literaria. Cuando la novela fue publicada en el año 1962, ya estaba reformada con una ampliación de capítulos y correcciones por indicación de Sales y Obiols.

Explicar la génesis de La plaza del Diamante quizás sería interesante, pero ¿es que se puede explicar cómo se forma una novela, qué impulsos la provocan, qué voluntad tan fuerte consigue que se continúe, que se haya de terminar con lucha lo que se ha empezado fácilmente? ¿Decir que la fui pensando en Ginebra mirando la montaña del Salève o paseando por La Perla del Lago, bastaría? [...] La escribí febrilmente, como si cada día de trabajo fuera el último de mi vida. Trabajaba cegada; corregía por la tarde lo que había escrito por la mañana, procurando que, a pesar de las prisas con que escribía, el caballo no se me desbocará, aguantando bien las riendas para que no se desviara del camino. [...] Fue una época de una gran tensión nerviosa, que me dejó medio enferma.
Mercè Rodoreda, Prólogo de La plaça del Diamant (26a edición)

En el año 1965, Rodoreda hizo los primeros pasos en la publicación de sus Obras Completas tras una petición de Joaquim Molas para llevarlo a cabo, sin embargo, no serían publicadas en Ediciones 62 hasta el año 1977. La obra no incluyó ninguna de sus primeras cuatro obras (Soy una mujer honrada?, De lo que no se puede huir, Un día en la vida de un hombre y Crimen) porque consideraba que eran fruto de su inexperiencia y aceptó reescribir Aloma para adecuarla al nivel de su obra actual, y que sería reeditada en el año 1969. En 1966 fue el año en que se publicó La calle de las Camelias que recibió el Premio Sant Jordi sin que ella hubiera presentado candidatura; este hecho ocurrió porque la dirección decidió premiar a una obra ya publicada. Con esta misma novela recibió también el Premio Crítica Serra d'Or de Literatura y Ensayo en 1967, y el Premio Ramon Llull de novela en 1969.
Desde 1970 su obra empezó a ser traducida a otros idiomas, aunque su primera obra traducida fue La plaza del Diamante en español el año 1965. En el año 1971, se acentuó su sentimiento de exilio con la muerte en el Hospital de la Universidad de Viena de su compañero de muchos años, Armand Obiols. Este hecho, junto con el descubrimiento de otra amante de Obiols, la dejó aún más sola y decaída por tierras suizas. Durante estos días, escribió un pequeño carnet impresionante sobre los duros días que pasó en el hospital, ahora, este carnet se conserva en el archivo de la IEC.

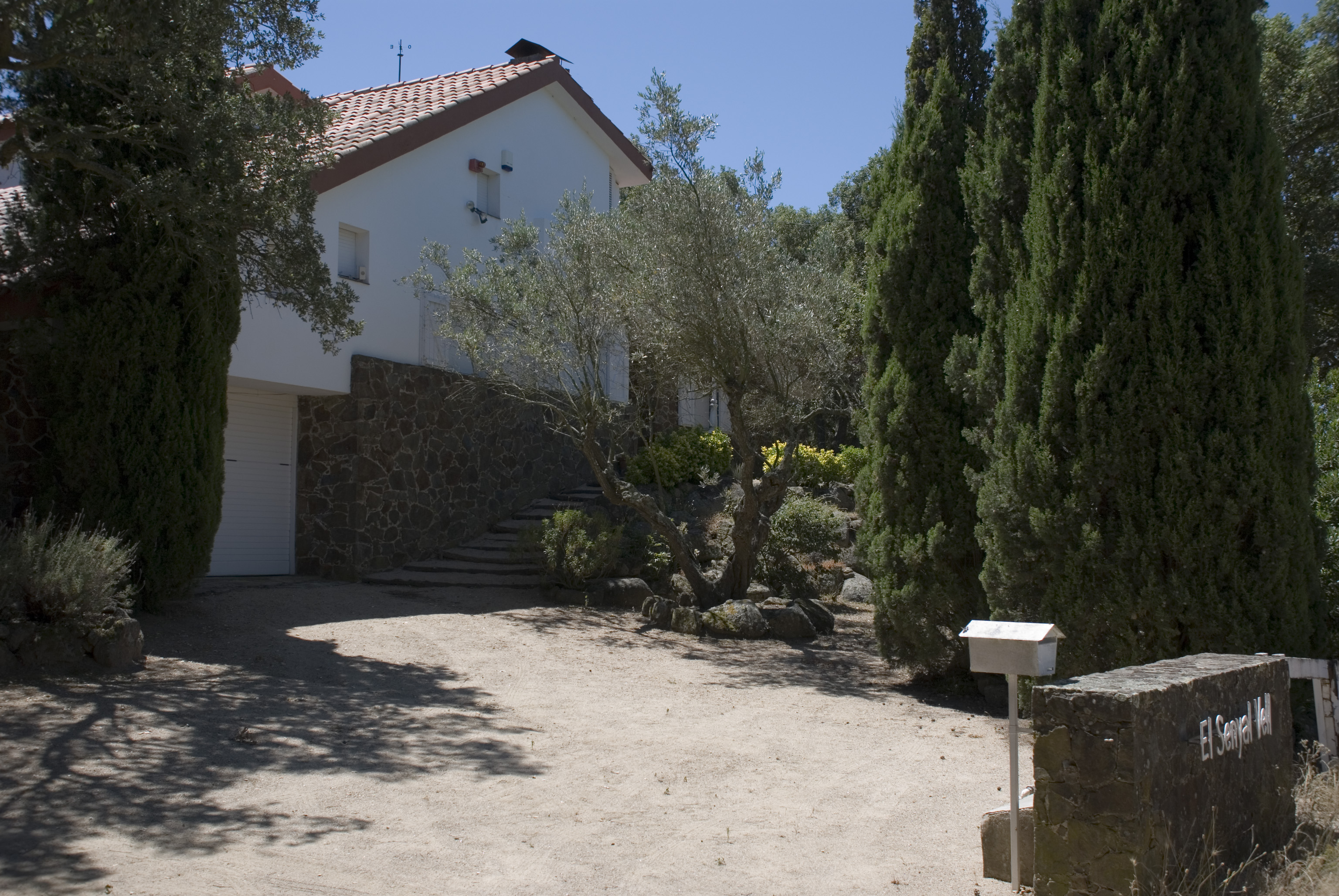
El senyal (referencia a Demian de Hermann Hesse), chalé de Romanyá de la Selva donde Rodoreda vivió de 1972 a 1980 y escribió sus últimas obras. (mapa).

### Romanyá de la Selva (1972-1983)
El año 1972 volvió a España, después de la muerte de su amante en Viena. Con Carme Manrubia y Susina Amat, dos amigas de la época de la guerra civil española, en la cual trabajó en el Comisariado de Propaganda, se instaló en el chalet El senyal de Manrubia de Romanyá de la Selva (provincia de Gerona). En esta casa vivió durante seis años, hasta que en 1979 se construyó su propia casa en Romanyá. El nombre escogido por las dos amigas para la casa, El senyal, hace referencia al estigma de Caín en la obra Demian de Hermann Hesse.
Allí completó su novela más ambiciosa, Mirall trencat (Espejo roto), que había empezado en Ginebra años atrás; esta obra está considerada como la más perfecta de la escritora y se publicó el año 1974. También escribió allí el conjunto de cuentos Viatges i flors (Viajes y flores, 1980) y la novela, Quanta, quanta guerra..., que se publicaron en 1980 y le permitieron ganar el Premio Ciudad de Barcelona. Este mismo año hizo el pregón de las Fiestas de la Merced en Barcelona. Recibió el Premio de Honor de las Letras Catalanas, llegando con esto a su consagración definitiva como escritora. El año 1978, se publicó Semblava de seda i altres contes que era un conjunto de cuentos escritos a lo largo de su vida.
Igualmente, Rodoreda abandonó el chalé de Manrubia en el cual había producido sus tres últimas obras y se trasladó en un pequeño chalé que se había podido construir en Romanyá mismo, al lado del de Manrubia. Según Anna Maria Saludes i Amat, este abandono de la casa de Manrubia se produjo por la necesidad de Rodoreda de seguir una vida en soledad propia de su carácter y por la difícil convivencia entre ambas amigas.
En 1979, escribió la comedia teatral El Maniquí que fue estrenada el mismo año por la compañía Bruixes de Dol en el Festival Internacional de Teatro de Sitges dirigida por Aracel·le Bruch. En aquellos últimos años de su vida, Rodoreda vio diversas veces el salto de sus novelas a la pequeña y gran pantalla. Primero fue en la televisión con su novela Aloma en el año 1978. Más tarde, fue en el cine con La plaza del Diamante en 1982 con Sílvia Munt en el papel de la protagonista «Colometa» y bajo la dirección de Francesc Betriu.
En el año 1982, escribió unos artículos biográficos publicados en la revista Serra d'Or, titulados Fitxers d'infantesa, también empezó a escribir La mort i la primavera (La muerte y la primavera, 1985) pero la novela quedó inacabada. La escritora perteneció a la Asociación de Escritores en Lengua Catalana y fue miembro y socio de honor, después de su retorno a Cataluña.

#### Muerte

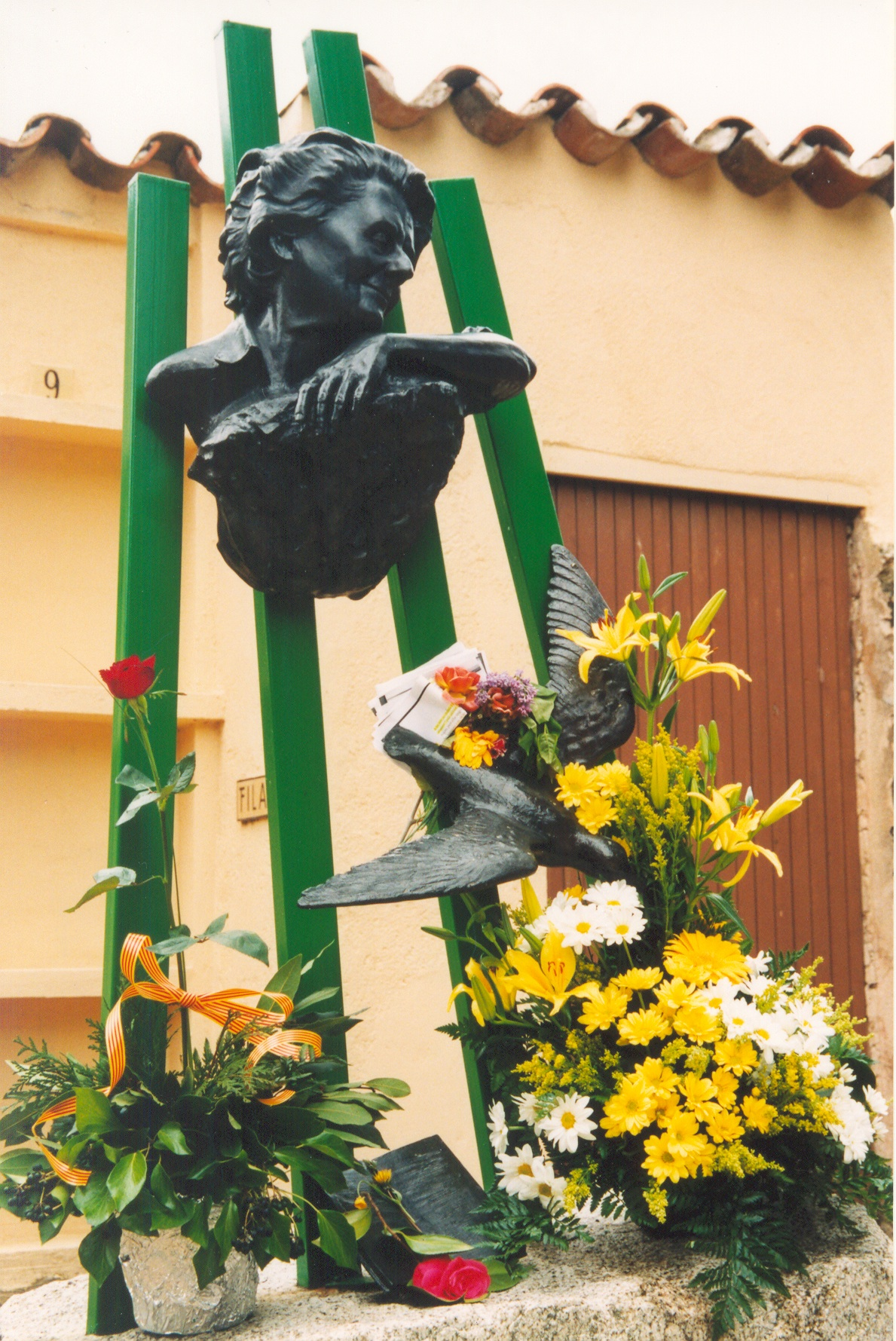
Tumba de Mercè Rodoreda en el cementerio de Romanyá.

Finalmente, Rodoreda murió en Gerona, a los 74 años de edad, víctima de un cáncer en 1983. Durante los últimos días que estaba ingresada en un hospital de Gerona, Mercè Rodoreda se reconcilió con los miembros de su familia. Según explica una íntima amiga de la escritora, Isabel Parés, cuando le diagnosticaron el cáncer de hígado a Rodoreda, la autora entró en una depresión y no quería luchar para poder vivir.

La muerte huyó por el corazón y cuando
ya no tuve la muerte dentro
me morí.
Mercè Rodoreda, La mort i la primavera

La capilla ardiente fue instalada en el Palau Solterra del departamento de Cultura de la Generalidad de Cataluña y por voluntad propia, fue enterrada en el cementerio de Romanyá de la Selva, en un sepelio multitudinario, al cual asistieron muchos compañeros de profesión y otras personalidades del momento. Su legado intelectual fue donado en herencia al Instituto de Estudios Catalanes que años después creó la Fundación Mercè Rodoreda.

Querido, estas cosas son la vida.
Mercè Rodoreda, Prólogo de La plaza del Diamante.

## Narrativa

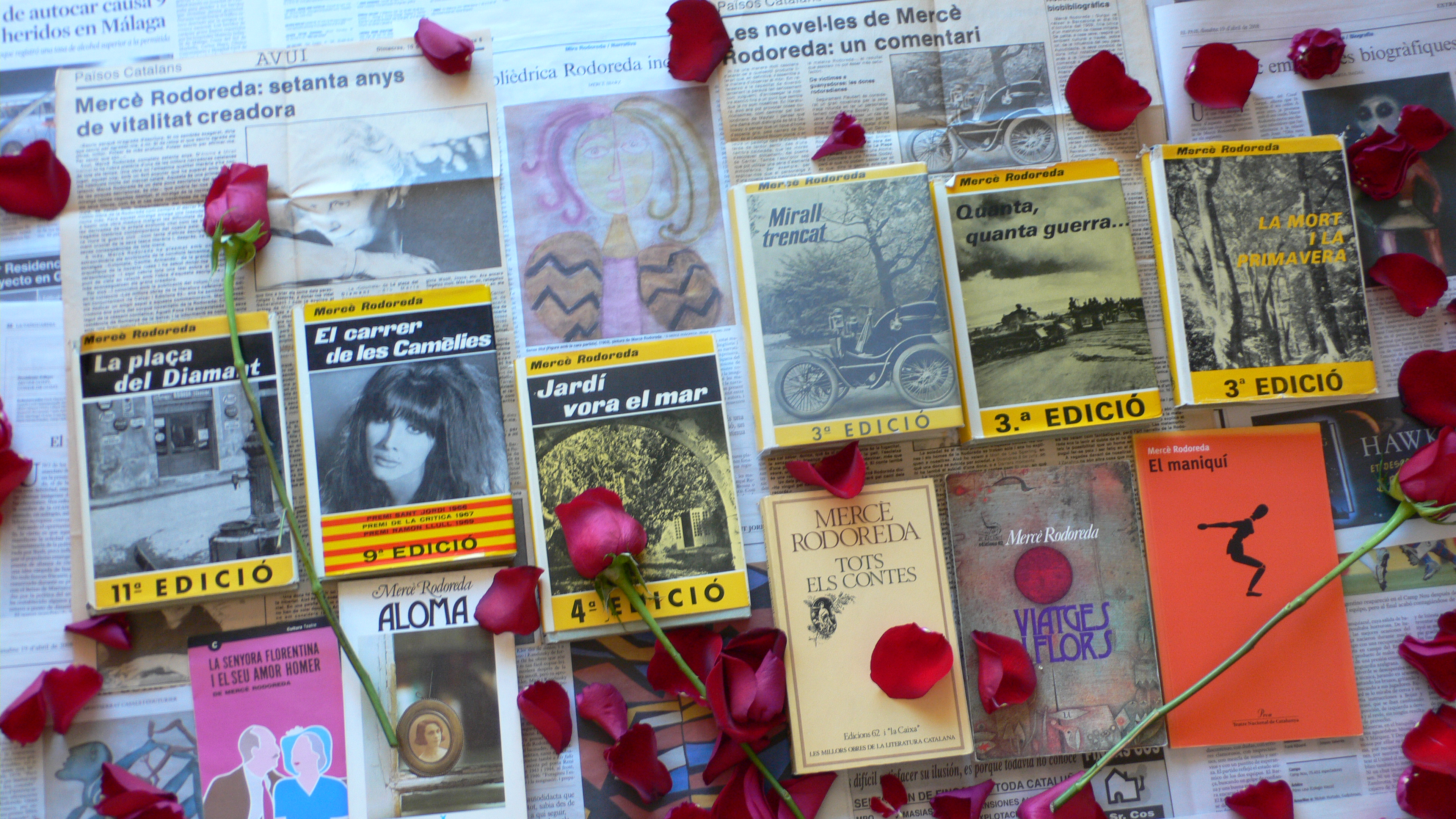
Recopilación del principal corpus narrativo de la autora.

La narrativa fue el principal campo literario de la autora y por el que es ampliamente conocida. A la hora de clasificar el corpus narrativo de Rodoreda existe una disparidad de criterios, aunque principalmente se dividen según las etapas de la vida de la autora, según el contenido (psicológico-realistas o mítico-simbólicos) o según los personajes principales (adolescencia, juventud, madurez, vejez- muerte). Mayormente se opta por dividir sus obras en tres etapas cronológicas y por separado, un cuarto grupo donde se incluyen las dos narraciones póstumas, Isabel i Maria y La mort i la primavera. Las tres etapas serían las obras de antes de la guerra (1932-1938), donde se encuentran las cuatro primeras obras de Rodoreda y la primera versión de Aloma; las obras entre el exilio y el retorno del mismo (1958-1974), donde hay el grueso narrativo de Rodoreda que va desde la publicación de Vint-i-dos contes hasta Espejo roto y después del regreso, donde se encuentran Semblava de seda i altres contes, Viatges i flors y Quanta, quanta guerra...

Una novela se hace con una gran cantidad de intuiciones, con una cierta cantidad de imponderables, con agonías y con resurrecciones del alma, con exaltaciones, con desengaños, con reservas de memória involuntaria... toda una alquímia. Una novela es, también, un acto mágico. Refleja lo que el autor lleva dentro sin que casi sepa que va tan cargado de lastre.
Mercè Rodoreda, prólogo de Espejo roto.

### Influencias
La obra de Rodoreda es el fruto de la evolución personal y literaria de la autora. Se aprecian sobre todo influencias de Marcel Proust, Joan Sales, Armand Obiols, Virginia Woolf, Thomas Mann, Víctor Català, Josep Carner y Delfín Dalmau. Aunque se puede encontrar la huella de diferentes autores a lo largo de toda su obra literaria, es en sus primeras obras, cuando buscaba el estilo propio, donde esta influencia es más latente. Por ejemplo, en Del que hom no pot fugir la protagonista está inspirada en el personaje «Jacobé» de la obra Jacobé i altres narracions del autor Joaquim Ruyra.
La influencia que ejercieron tanto Armand Obiols como Joan Sales, está presente tanto en las obras como en la «correspondencia de maestría» que mantenían entre ellos. Armand Obiols, pareja sentimental durante muchos años, tomó el papel de consejero y lector crítico en el repaso de sus novelas entre 1939 y 1971, y la influyó en la organización y en la estructuración de alguna de las piezas más conocidas de la autora. Obiols también le mostraba las novedades bibliográficas del momento y sus propias referencias, que también acabaron influyéndola, como André Gide y Jean-Paul Sartre. En las primeras obras, la influencia del «Grupo de Sabadell», del que Obiols formaba parte, provocó un acercamiento al espacio urbano y a la crítica social; Un día en la vida d'un home es un buen exponente de esta nueva manera de hacer literatura. El valor de universalidad de La plaza del Diamante, como de la estructuración y coherencia, en la hora de crear las complejas relaciones entre los personajes de Espejo roto, estuvieron reforzadas por los consejos de Armand Obiols. Aunque que en menor cuantía, la huella de Joan Sales también es destacable, pues fue el editor principal de sus trabajos desde La plaza del Diamante y desde entonces tomó el papel de asesor literario. Joan Sales, a través de este asesoramiento sobre aspectos lingüísticos y estilísticos, influyó y ayudó en la evolución y mejora de estilo de Rodoreda. Sin embargo, la evolución final de sus obras venían marcadas por la decisión tomada por la autora, tal como apunta Anna Maria Saludes, de no aceptar todos los consejos y reomendaciones de estos dos escritores.

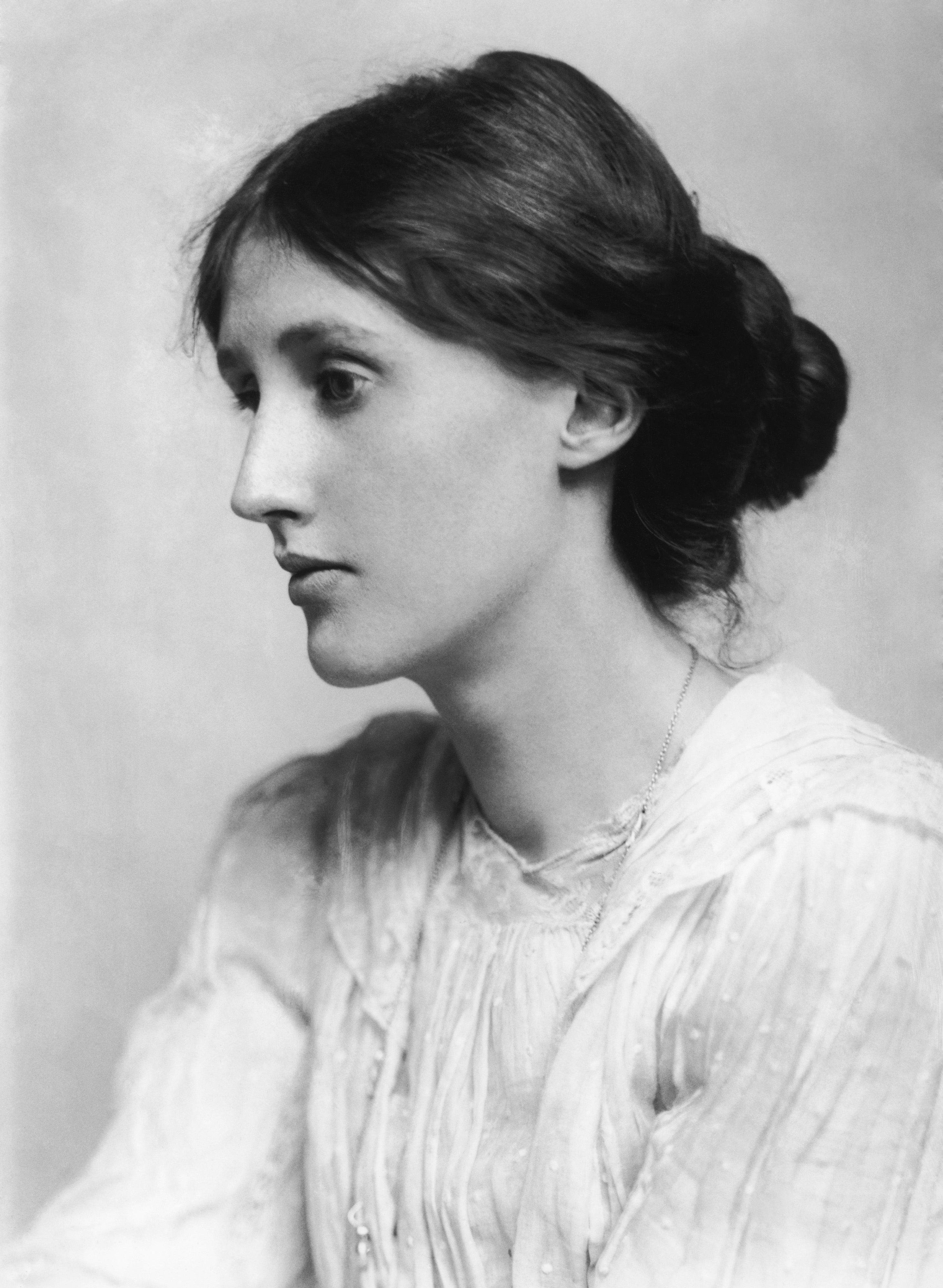
Virginia Woolf.

La influencia de los escritores psicologistas europeos, especialmente de Virginia Woolf, Marcel Proust y Thomas Mann, está presente en todo el corpus narrativo de la autora, exceptuando las obras mítico-simbólicas de la última etapa de su vida. La obra de Mercè Rodoreda se ha comparado a veces, por su estilo y su capacidad descriptiva, con la de Virginia Woolf, escritora a la que la catalana admiraba. Algunas de las características que se repiten en la obra de Rodoreda son una temática básicamente femenina y protagonizada por una mujer, así como un estilo narrativo poético y cargado de simbolismo. Las protagonistas de sus obras son mujeres frágiles pero que al mismo tiempo demuestran una gran fuerza interior. Dos muestras claras son Natalia, la «Colometa» de La plaça del Diamant o Cecilia, protagonista de El carrer de les camèlies. Rodoreda supo describir como nadie la sociedad catalana del siglo XX y los cambios que en ella se producían. La influencia de Marcel Proust está presente en la estructuración de las obras de Rodoreda, pues el tiempo avanza impasible y el pasado lo recoge todo, el recuerdo de un tiempo anterior, convertido en angustia, se transforma en un símbolo negativo en los protagonistas a causa de la imposibilidad de recuperar el «tiempo perdido». Rodoreda seguirá de este autor el uso del recuerdo como la actualización de un tiempo anterior.Sus obras están ambientadas en lugares donde ha vivido, desde el barrio barcelonés de Gràcia hasta Romanyá de la Selva, pasando por Ginebra. Otro rasgo característico que comparten es la necesidad del recuerdo y del secreto en el desarrollo de la narración. En la novela psicológica de ambos autores se presenta la esperanza del futuro, donde el anhelo del futuro represneta la superación del presente y del pasado agónico. Rodoreda intentará huir de la evolución natural de las cosas a través de la creación de universos ficticios con un tiempo y un espacio diferente donde es posible controlar el paso del tiempo. La huella más visible de Thomas Mann en las narraciones rodoredianas es la universalización descriptiva a través de la inexactitud cronológica que facilita así la fluidez y naturalidad.
Caterina Albert más conocida bajo el nombre de Víctor Catalá, está muy presente, sobre todo en las primeras obras creativas de Mercè Rodoreda -publicaciones entre 1932 y 1938-, especialmente influenciadas por la novela Solitud. No obstante, se pueden encontrar algunos paralelismos en las obras posteriores de los años treinta, por ejemplo, el cuento Carnaval de Rodoreda recuerda la obra Carnaval de Víctor Catalá o algunos elementos de La Mort i la primavera, recuerdan a la obra Solitud. Rodoreda había leído alguna de las obras de Caterina Albert de las que extrajo diverosos recursos expresivos como la falacia patética y diversas imágenes simbólicas como algunos elementos de la naturaleza. En una compartida de algunas obras de ambas escritoras se encuentran paralelismos en la construcción de las tramas, en la constitución de los personajes e incluso en la temática.

Y me hace pensar en Víctor Catalá la manera como usted habla en el diálogo personal, y la forma como os expresáis en vuestros personajes.
Delfí Dalmau, Polèmica

### Simbolismo
El simbolismo es un recurso literario muy común en las obras de Mercè Rodoreda, especialmente en su obra narrativa. Hará uso de él, para expresar los constantes pensamientos interiores de sus personajes; Rodoreda consigue transformar al lector en un confidente involuntario que vive la angustia y agonía de los personajes con solo la palabra, los símbolos y las imágenes. Los referentes de la realidad que utilizó en sus símbolos provienen de su imaginación, a partir de sus conocimientos culturales, adquiridos a lo largo de su vida, en algunos casos, de la imaginario catalán como es el caso de las mujeres del agua. Sin abandonar estos referentes, crea un lenguaje simbólico, que pueda ser interpretado por el lector, sin demasiadas dificultades y presenta un alto grado de fabulación en muchas de sus obras, especialmente en sus últimas obras como Viatges i flors. Según Pere Gimferrer en Dietari 1979-80, fruto de la búsqueda de una perfección tanto formal como lingüística, Rodoreda tuvo una atención meticulosa a la hora de hacer uso de imágenes y símbolos conceptuales.

Posiblemente gracias a buscar la musicalidad en la poesía, Mercè Rodoreda aprenderá a buscar la musicalidad de las palabras, el ritmo encantador que será característico de su prosa. [...] Y la poeticidad la encontrará en la más estricta cotidianidad, o dentro de universos imaginarios, profundamente personales.
Carme Arnau, Mercè Rodoreda

### La mujer
La obra literaria de Mercè Rodoreda se caracteriza por el uso de personajes principales femeninos en sus novelas, exceptuando Un día en la vida d'un home y Quanta, quanta guerra ... Este hecho provocó que erróneamente se asociara a Rodoreda con el movimiento feminista, aunque Rodoreda en varias entrevistas lo desmintió.

Yo creo que el feminismo es como un sarampión. En la época de las sufragistas tenía un sentido, pero en la época actual, que todo el mundo hace lo que quiere, creo que no tiene sentido el feminismo.
Mercè Rodoreda, Entrevista en La Vanguardia

A lo largo de su obra presentó un gran abanico de mujeres pertenecientes a diferentes estamentos sociales, edades o niveles culturales, a quien en algunos casos dará voz propia a través del uso del autodiegesis o el homodiegesis y el monólogo interior el cual es muy característico de la autora.
Los personajes protagonistas femeninos, aparte de estar condicionados por la problemática de la maternidad, también se encuentran sometidos a la problemática del hombre que, en muchos casos, provoca un deseo de encontrar un espacio propio. Como por ejemplo, el personaje masculino del «Quimet» en La plaza del Diamante impide la realización personal de «Natalia», que se encuentra sometida a la dominación masculina de su marido y que incluso le llega a anular su propia identidad imponiéndole otra («La Colometa»).
Gran parte de las mujeres de Rodoreda, por herencia de Virginia Woolf, presentan su hogar como el refugio que les permite aislarse de la realidad exterior, que llega hasta tal punto que salir al exterior de su entorno familiar, les produce malestar y se sienten abandonadas. Tanto la casa, como el jardín en algunas casos, como en la obra Aloma, se convierten en un símbolo obsesivo que representa la madre que las protege en exceso del mundo exterior.

### Los ángeles
Según explicó Mercè Rodoreda en el prólogo de Espejo roto, los ángeles aparecen curiosamente en buena parte de sus obras de forma involuntaria. Nos recuerda que su abuelo le explicó que ella tenía un ángel de la guarda del que se acabó enamorando. Según nos cuenta, podría ser que fuera producto de este recuerdo lo que le indujera a hacer aparecer ángeles en sus obras. Hasta que escribió El carrer de les Camèlies con «Cecilia C» no se da cuenta. Sin embargo, a partir de ese momento, toda presencia de ángeles en sus obras posteriores aparece por voluntad de la autora. La Plaza del Diamante, Espejo roto o Parecía de Seda son ejemplos de obras en las que podemos encontrar la presencia de estos entes divinos.

Y encima de las voces que venían de lejos y no se entendía qué decían, se levantó un canto de ángeles, pero un canto de ángeles rabiosos que reñían a la gente y les explicaban que estaban delante de las almas de todos los soldados muertos en la guerra y el canto decía que miraran el mal que se había hecho y que todos debían rezar para acabar con el mal.
Mercè Rodoreda, Capítulo XXXV de La plaza del Diamante

## Poesía
La obra poética de Mercè Rodoreda se concentró principalmente entre los años 1950 y 1960, hasta que la abandonó para dedicarse plenamente a la creación novelística. Esta creación poética había pasado casi desapercibida, a pesar de haber recibido varios premios, y ha sido póstumamente cuando se ha descubierto este importante legado de poemas que, según los expertos, son equiparables cualitativamente con otros poetas de la época. Josep Carner fue como un maestro para Rodoreda y se convirtió en una figura clave en la creación poética rodorediana, ya que se encargó ocasionalmente de guiar, revisar e incluso, adoctrinar las creaciones métricas de la poeta.
La poesía de Rodoreda se caracteriza por seguir una tradición postsimbolista o neosimbolista muy marcada que se hace patente en el tratamiento de algunas temáticas y en la elección de la iconografía occidental clásica como por ejemplo Ofelia, Judit, Nausícaa, entre otros. Según Abraham Mohino, la poesía de Rodoreda está muy cercana, estilísticamente hablando, a algunas creaciones de Paul Valéry y también en las percepciones de Rainer Maria Rilke en el tema de la «muerte propia».
Mercè Rodoreda fue nombrada Mestre en Gai Saber en los Juegos Florales en el exilio, tras ganar en los años 1947, 1948 y 1949 , pero solo vio publicados en vida una recopilación de sus poemas en la revista literaria Els Marges, la cual publicó unos sonetos de la autora. No fue hasta el año 2002, casi veinte años después de su muerte, que aquellos poemas fueron rescatados y publicados en un compendio titulado Agonía de Llum. La publicación ofrece ciento cinco poemas - 101 sonetos y cuatro canciones -, de los cuales la mayoría son inéditos. En 1999, Nancy L. Bundy publicó una traducción en inglés de los poemas escritos en la revista Els Marges, en una revista universitaria de Londres. Según Abraham Mohino, los poemas de Mercè Rodoreda son «densos, herméticos, con un alto sentido trágico y muy bellos».
Mohino organizó la obra poética de Rodoreda en cinco partes:Món d'Ulisses, Albes i nits, D'amor i de mort, Illa dels lliris vermells y Bestioles. El Món d'Ulisses contiene un total de treinta y dos poemas como respuesta a un encargo de Josep Carner de hacer una recreación de la Odisea en verso. Se caracterizan por un sentimiento claro de exilio. Albes y nits, formado por siete poemas, y D'amor i de mort, por veintisiete, desprenden un sentimiento de angustia, de pérdida y de imposibilidad amorosa. La Illa dels lliris vermells de diecinueve poemas y Bestioles de quince son versos más maduros, breves y de otro aire menos dramático que el resto.

## Teatro
El interés de Rodoreda por el teatro tiene su origen cuando, con tan solo cinco años, actuó por primera vez en un escenario en el papel de la pequeña Ketty en la obra teatral El misterioso Jimmy Samson. Este interés posiblemente lo heredó de sus padres, que eran unos grandes aficionados y que incluso habían recibido clases de dramaturgia. La amiga íntima de Rodoreda, Anna Murià, explicó en una entrevista que el entusiasmo de Rodoreda por el teatro aumentó durante el exilio.
La temática de sus composiciones teatrales es un calco de la de su obra narrativa, está basada en las historias de amores imposibles, mayoritariamente condenadas al fracaso, que giran alrededor del desencanto existencial, la tristeza, el dolor y falsedad. Según Francesc Massip, una de las pocas críticas que se le pueden hacer a Mercè Rodoreda en sus creaciones teatrales es la «falta de contacto con la práctica teatral» en sus propios textos, que le hubieran permitido revisar «sus textos dramáticos en un camino de aprendizaje de las reglas de escena»".
En el año 1959, escribió la obra teatral Un día con la idea de presentarla al Premio Ignasi Iglésias de teatro, pero se había dejado de convocar el certamen. Al no conseguir tampoco que se estrenará en ningún teatro, acabó desistiendo, posteriormente, Un día serviría de base para escribir una de sus novelas más conocidas Espejo roto, tras reeleaborar y adaptarla en novela. No fue hasta después de su muerte, en 1993, que Un día fue representada en los escenarios en una producción de Calixto Bieito dentro del Festival del Teatro Griego, que no tuvo mucho éxito; al año siguiente se volvió a representar en el Mercado de las Flores tras una revisión dramatúrgica con mejoras a partir de la novela. Un día se caracteriza por retrospecciones más propias del lenguaje cinematográfico que del teatral, que impiden una estructura escénica eficaz.
En 1973, escribió La senyora Florentina y el seu amor Homer, que consistía en una historia de corte clásico donde sobresalen las voces femeninas características de la autora. Sin embargo, ya en el año 1967 Rodoreda tenía escrito el monólogo de la sirvienta Zerafina, puesto que se publicó dentro de los cuentos de Las meva Cristina. Mario Gas fue el encargado de llevar la pieza teatral en 1993 al Teatro Romea que contó con la actriz Rosa Novell en el papel de protagonista.
La única obra teatral publicada en vida de Rodoreda fue el relato de amor El parc de les magnòlies y fue en la revista Els Marges el año 1976, como también en Semblava de seda (1979). En el Teatro Prado dentro de la programación del XII Festival Internacional de Teatro de Sitges de 1979 se estrenó la comedia romántica de L'hostal de les tres Camèlies que se convirtió en la única pieza propia que la autora vio representada en los escenarios.
El maniquí 1 y El maniquí 2 fueron escritas alrededor de 1979 y eran una representación del teatro del absurdo que tenían como protagonista a un maniquí. El primero que se estrenó fue en 1999 en el Teatre Nacional de Catalunya, fue la obra teatral «formalmente más innovadora y atrevida».

## Pintura
Mercè Rodoreda se acercó al campo de la pintura durante un período de su vida, que fue desde los últimos años que residió en París hasta que ganó el Premio Víctor Catalán -el año 1957-, momento en el que decidió dedicarse únicamente a la escritura. Durante este período, Rodoreda intentó en dos ocasiones hacer una exposición de sus pinturas, aunque en ambos casos fue en vano. El primer intento durante el otoño de 1953 en la sala Mirador de París y el segundo, en la primavera de 1957, ya en Barcelona. Su principal influencia en la expresión plástica fue Paul Klee y en menor medida Joan Miró, Jean Dubuffet, Kandinsky o Pablo Picasso.
Se calcula que Rodoreda llegó a pintar 150 cuadros de los cuales solo una veintena están en posesión de la Fundación Mercè Rodoreda, y los otros quedan repartidos entre coleccionistas que se vendieron en una exposición que se hizo en 1991 en Calldetenes donde se presentaron 122 obras, adquiridas mayoritariamente por particulares. Unos sesenta de estas ciento cincuenta obras las posee actualmente la familia Borràs-Gras. Rodoreda no dató ninguno de sus cuadros, aunque sí firmó algunos.
El estilo plástico está muy cercano al de su obra literaria y se caracteriza por la sencillez. Rodoreda dijo que lo más sencillo es el más difícil de conseguir. Otro paralelismo con su narrativa se presenta en el interés de Rodoreda por el movimiento, que se vislumbra también en algunas de sus pinturas, así como un interés por llenar todo el cuadro.

Su pintura es como su literatura: proceso espiritual, experimentación ética y estética, un conjunto de imágenes abiertas de par en par que no dejan impertérrita nuestra mirada, que nos tocan.
Mercè Ibarz

Mercè Rodoreda utilizó la pintura como un medio de expresión, cuando no podía expresarse a través de la novela larga y vivía un momento muy duro de su vida. Incluso, reconoció que si no hubiera sido por la expresión plástica se hubiera tirado el río Sena, puesto que le servía de un espacio de evasión. También lo hizo y le sirvió para ganar un dinero extra, cuando perdió su trabajo de modista. Entre sus pinturas, hay un collage hecho con recortes de las listas de muertos en los campos de exterminio o en otro, hizo aparecer el conocido caballo siciliano con el que amenazaba a Carme Murià que volvería para dejar huella con su obra, cuando estaba viviendo uno de sus peores momentos en el exilio en Francia.

## Publicaciones póstumas
El reconocimiento literario a la figura de Mercè Rodoreda le llegó poco antes de su muerte al ganar el Premio de Honor de las Letras Catalanas de 1980, sin embargo, ha sido reconocida y valorada aún más a partir de su muerte, Rodoreda fue una persona muy reservada y se ha descubierto que era mucho más poliédrica en el ámbito de las artes de lo que ella nos dejó entender. Póstumamente, se han publicado dos novelas de la autora: la primera, fue en el año 1986 con La mort i la primavera editada por el Club Editor en Barcelona y la segunda, que se publicó en el año 1991 Isabel i Maria en Valencia por Edicions Tres i Quatre.
También con posterioridad a su muerte, en 2002, se publicó una recopilación de toda la producción poética rodorediana bajo el título Agonia de Llum extraído del título del poema XXXVIII del libro de poesía donado por Abraham Mohino y publicado por Angle Editorial. Consta de un total de ciento cinco poemas divididos en cinco partes por poemas inéditos, editados ya en revistas con anterioridad.
Todo el corpus teatral de Rodoreda, exceptuando El parc de les magnòlies, fue publicado póstumamente; un ejemplo de este hecho, fue la publicación en 1993 de su pieza teatral El torrent de les flors, que al mismo tiempo era el nombre de la calle del teatro en el que Rodoreda se estrenó como actriz con solo cinco años.

## Premios
| Año  | Premio                                                    | Obra premiada                                                      | Ref.   |
| ---- | --------------------------------------------------------- | ------------------------------------------------------------------ | ------ |
| 1934 | Premio del Casino Independent dels Jocs Florals de Lleida | La sireneta i el delfí                                             | [ 18 ] |
| 1937 | Premio Joan Crexells de narrativa                         | Aloma                                                              | [ 82 ] |
| 1947 | Juegos Florales de la Lengua Catalana                     | Rosa, Amor novell, Adam a Eva, Ocell y dos sonetos más sin título. | [ 82 ] |
| 1948 | Juegos Florales de la Lengua Catalana                     | Món d'Ulisses                                                      | [ 82 ] |
| 1949 | Juegos Florales de la Lengua Catalana                     | Albes i nits (nombrada Mestre en Gai Saber)                        | [ 82 ] |
| 1956 | Premio de Ensayo Joan Maragall                            | Tres sonets i una cançó                                            | [ 37 ] |
| 1956 | Premio Joan Santamaria                                    | Carnaval                                                           | [ 82 ] |
| 1957 | Premio Víctor Català                                      | Vint-i-dos contes                                                  | [ 82 ] |
| 1965 | Premio Crítica Serra d'Or de novela                       | El carrer de les Camèlies                                          | [ 82 ] |
| 1966 | Premio Sant Jordi de Novela                               | El carrer de les Camèlies                                          | [ 82 ] |
| 1968 | Premio Crítica Serra d'Or de Literatura y Ensayo. Cuentos | La meva Cristina i altres contes                                   | [ 83 ] |
| 1969 | Premio Ramon Llull de novela                              | El carrer de les Camèlies                                          | [ 82 ] |
| 1976 | Premio Lletra d'Or                                        | Mirall trencat                                                     | [ 82 ] |
| 1980 | Premio de Honor de las Letras Catalanas                   | Trajectòria literària                                              | [ 82 ] |
| 1980 | Premio Ciudad de Barcelona de Literatura Catalana         | Viatges i flors                                                    | [ 82 ] |
| 1981 | Premio Crítica Serra d'Or de prosa                        | Viatges i flors                                                    | [ 84 ] |
| 1981 | Premio de la Crítica de narrativa catalana                | Viatges i flors                                                    | [ 85 ] |
| 1982 | Premio Crítica Serra d'Or de novela                       | Quanta, quanta guerra...                                           | [ 86 ] |
| 1987 | Premio Crítica Serra d'Or de novela                       | La mort i la primavera                                             | [ 87 ] |

## Legado

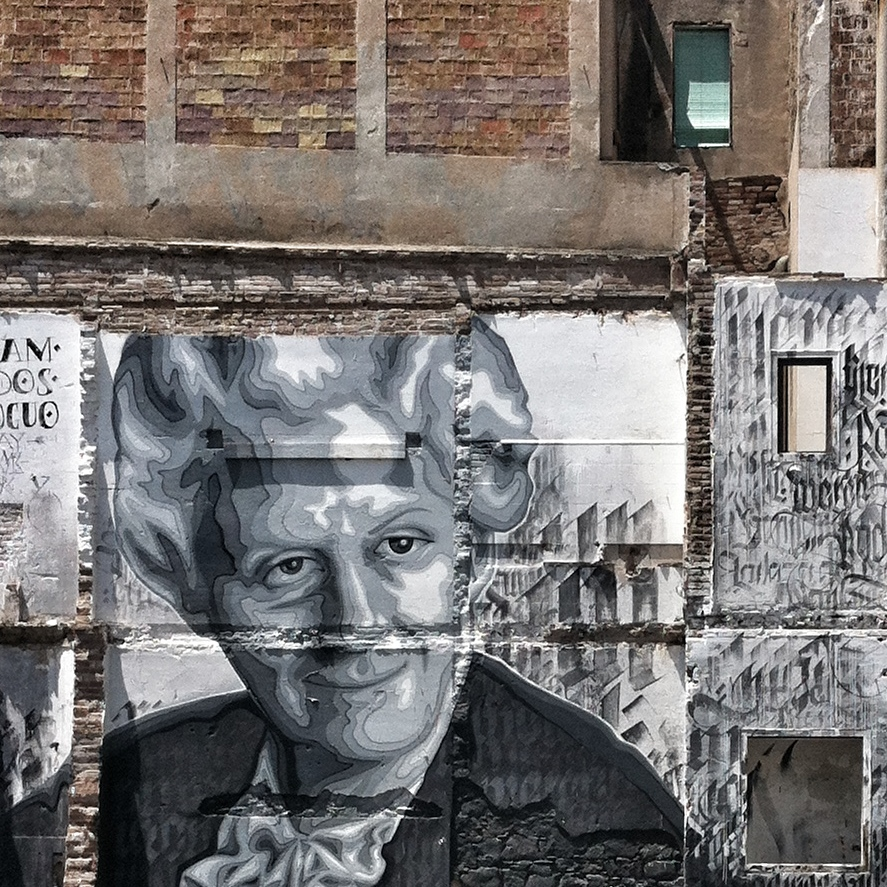
Retrato de Mercè Rodoreda en un mural en Barcelona.

### Audiovisuales
En vida de Mercè Rodoreda, se hicieron las primeras adaptaciones audiovisuales de alguna de sus novelas. En el año 1982, fue llevada a la gran pantalla  La plaza del Diamante basada en la novela homónima de Rodoreda. Con esta película dirigida por Francesc Betriu, Rodoreda recibió una suma de dinero, que le dio un bienestar económico suficiente para dejar atrás las importantes dificultades vividas durante gran parte de su vida. La actriz Silvia Munt recibió el premio CEC a la mejor actriz revelación por su papel de «Colometa» en la película. Posteriormente se hizo una adaptación para televisión.
El 10 de octubre de 1977 se emitió por primera vez la adaptación para la televisión de Aloma bajo la dirección de Lluís Pascual y ya póstumamente, el año 2002, se produjo la segunda y última adaptación televisiva, hasta el momento, de una obra de Mercè Rodoreda que fue la serie Mirall trencat. Mirall trencat fue una serie en catalán de trece capítulos adaptados por Josep Maria Benet i Jornet y dirigidos por Orestes Lara, que fueron producidos y emitidos por la cadena pública TV3.

### Teatrales
Dentro de los actos del año Rodoreda (2008) se adaptaron tres novelas de Mercè Rodoreda al teatro. Bajo el mismo título que la novela de Rodoreda, la obra La plaza del Diamante, fue la primera novela adaptada al teatro durante el año Rodoreda. Esta se representó en el Teatre Nacional de Catalunya bajo la dirección de Josep Maria Benet i Jornet que se presentó con grandes dosis de intensidad poética y realismo.
La segunda adaptación teatral del año fue Un dia. Mirall trencat, que era la fusión de una de sus obras más exitosas, Espejo roto , con la obra teatral de la misma autora Un día. En este caso, se representó en el Teatro Borrás a cargo de Ricard Salvat y contó con actores de la talla de Rosa Novell o Enrique Mayor.
La novela Aloma, publicada por primera vez en 1938 y reformada en el año 1969, fue la tercera obra de Mercè Rodoreda adaptada al teatro, en este caso, en forma de musical. Lluís Alcarazo fue el encargado de convertir la novela en un texto musical para que después los actores de la compañía Dagoll Dagom la escenificaran en la Sala Gran del Teatre Nacional de Catalunya. La obra recibió la colaboración del músico Alfonso de Vilallonga, que tal como dijo el director de la compañía teatral, Joan Lluís Bozzo, Vilallonga «tomó las primeras notas para llevar a escena la novela en forma de musical».

### Memoriales

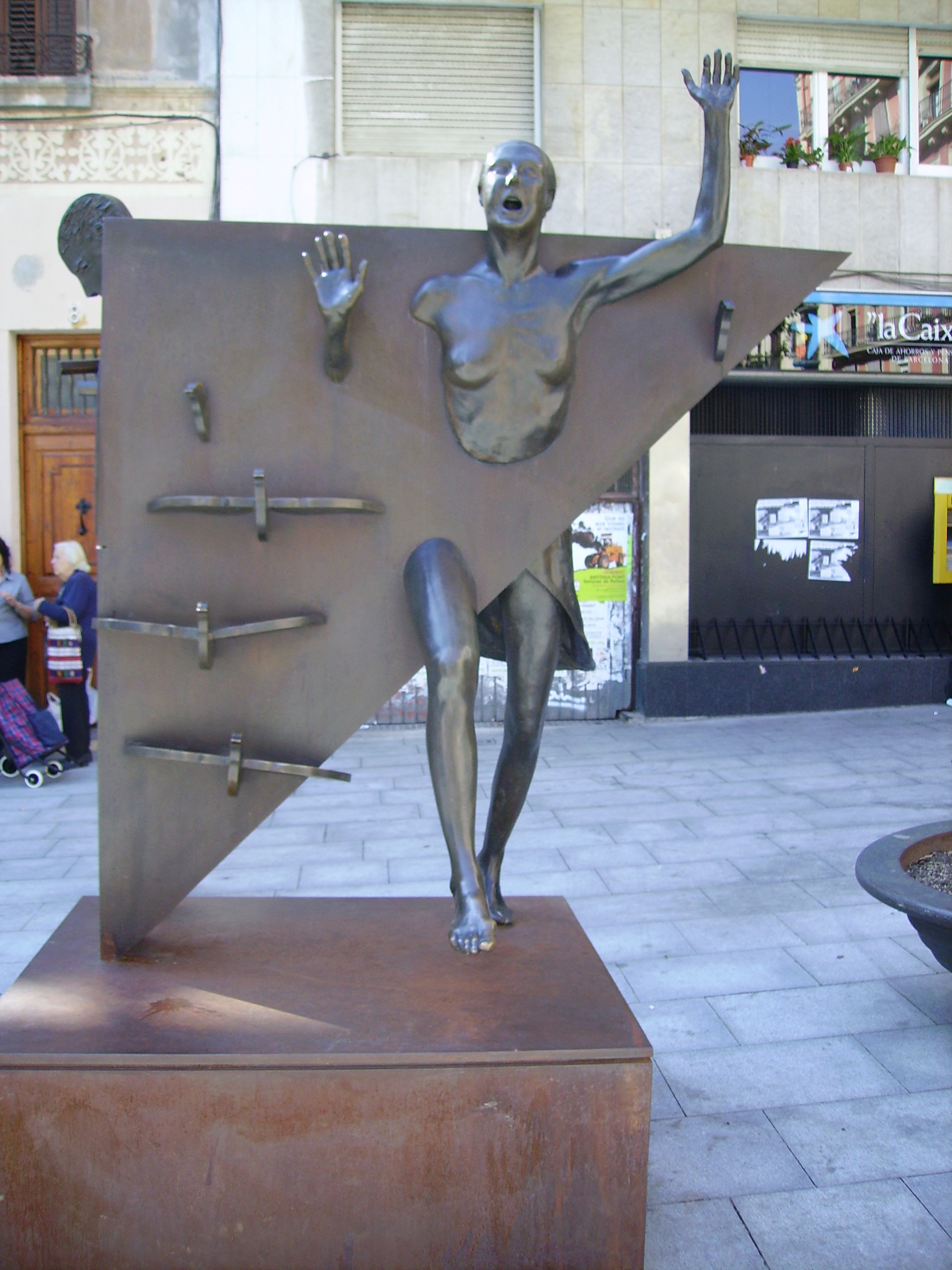
Estatua «La Colometa» de Xavier Medina-Campeny, en Barcelona.

Póstumamente, se han nombrado, en su recuerdo, varios espacios con el nombre de la escritora. Los Jardines Mercè Rodoreda, fue el nombre escogido por el Ayuntamiento de Barcelona para designar un recinto ajardinado del distrito Sarriá-San Gervasio entre la avenida República Argentina y la calle La Costa, dentro de los actos del año Rodoreda.
El 30 de abril de 2001, se inauguró la Biblioteca Pública Mercè Rodoreda en el municipio de Playa de Aro enfrente de la histórica Masía Bas del siglo XV-XVI. La ciudad de Barcelona, con el nombre de Biblioteca Guinardó Mercè Rodoreda, nombró su biblioteca del distrito de Horta-Guinardó fruto de una iniciativa a nivel de distrito de adoptar nombres de mujeres significativas a nivel cultural, social o político, los nuevos equipamientos públicos del distrito.
En la Plaza del Diamante en el barrio Villa de Gracia, que dio nombre a una de las obras más conocidas de Mercè Rodoreda, se encuentra la estatua «La Colometa», obra de Xavier Medina-Campeny, en homenaje a esta novela y en consecuencia, a su autora. Además, en el año 2008 se colocó una placa en la misma plaza, en memoria de la escritora, Mercè Rodoreda.
En toda la geografía de los territorios de habla catalana se han nombrado decenas calles, plazas y pasajes con el nombre de la escritora. Existen también varias escuelas, principalmente Institutos, que llevan el nombre de la escritora Mercè Rodoreda como en Martorell, Elche, Hospitalet de Llobregat, Badalona y Nou Barris.

### Fundación Mercè Rodoreda
La Fundación Mercè Rodoreda es un organismo creado póstumamente, que se encarga de preservar los derechos intelectuales de la autora, de divulgar la figura y obra de Mercè Rodoreda y de organizar los Premios Mercè Rodoreda, entre otros. Los Premios Mercè Rodoreda son los galardones otorgados a los mejores trabajos y estudios de investigación sobre la narrativa catalana del siglo XX.

### Año Rodoreda 1908-2008
En el año 2008, se celebró el «año Rodoreda» para conmemorar el centenario del nacimiento de la escritora, organizado por la Fundación Mercè Rodoreda, el Institut Ramon Llull, la Institución de las Letras Catalanas y el Instituto de Estudios Catalanes para dar a conocer a Mercè Rodoreda y divulgar su obra. Los actos se distribuyeron por las comarcas de las provincias de Gerona y Barcelona. Entre estos actos hubo adaptaciones teatrales de las novelas rodoredianas, mesas redondas, conferencias, exposiciones y audiovisuales sobre la vida de la autora, nuevas traducciones y ediciones de obras de Rodoreda, entre otros. Dentro de los actos del año Rodoreda destacó el Congreso Internacional Mercè Rodoreda que se celebró del 1 al 4 de octubre en la ciudad de Barcelona, donde se reunieron un total de 150 especialistas de la obra de la autora de todo el mundo.

## Obra literaria

### Narrativa
| Año  | Título                                                             | Argumento |
| ---- | ------------------------------------------------------------------ | --- |
| 1932 | Soc una dona honrada? (¿Soy una mujer honrada?)                    | Es una novela psicológica que trata de un adulterio potencial que no se llega a consumar entre la Teresa, una mujer madura casada con un notario, y un joven que viene al pueblo a trabajar para el marido de la mujer. Los sentimientos de los dos protagonistas los describe desde las dos perspectivas a lo largo de los treinta y siete capítulos, aunque especialmente desde la visión de Teresa. El joven ejerce de seductor implacable que se enamora como un adolescente, y ella que se enfrenta a la debilidad humana y que superará, a pesar de anhelarlo, las tentaciones de infidelidad, por respeto a su unión conyugal. |
| 1934 | Del que hom no pot fugir (De lo que uno no puede huir)             | Es la biografía de una joven que mantiene una relación secreta con un hombre maduro, que ha ejercido de tutor legal de la joven cuando quedó huérfana. Ella huye de allí, para no perjudicar más la vida del feliz matrimonio. La renuncia al adulterio se presenta como un acto antinatural que la conducirá a su destrucción. La novela narra los intentos frustrados de represión de los sentimientos y deseos «de los que no se puede escapar». |
| 1934 | Un dia de la vida d'un home (Un día en la vida de un hombre)       | Ramón Rampell, el protagonista de esta novela, es un hombre gentil, tímido e influenciable, que es víctima de su mujer que siempre le había presionado. Cuando el hombre llega a viejo, y cansado de la rutina, decide seguir los impulsos amorosos que siente hacia la mujer de un amigo. Tras varios tanteos y visitas esporádicas entre los dos, se deciden a consumar el amor. Esta potencial relación adúltera no llegará a consumarse nunca ante las inseguridades que nacen en los dos en el último momento, y que hacen que ella se arrepienta, eche marcha atrás y deje a Ramón solo en la habitación del «mueublé». Destrozado por la pena, se vuelve a pie a casa y sin que nadie se dé cuenta de lo que está pasando, Ramón se va a dormir. |
| 1936 | Crim (Crimen)                                                      | Crim es una novela policíaca que nos relata el misterioso caso de un zapato abandonado y apuñalada en una cena en casa del escritor Marià Frena. La investigación la lleva a cabo en un primer momento el anfitrión, que junto con el resto de invitados, vivirán una serie de eventos a medida que avanza la investigación y la noche desde una óptica irónica y sarcástica. |
| 1938 | Aloma                                                              | Relata la historia de amor entre una adolescente solitaria e idealista, Aloma, y el hermano de su cuñada, Robert. Esa relación conlleva un malestar familiar como también un fracaso en esa relación. Escrita con narrador omnisciente y monólogo interior, nos transporta en el complicado mundo de Aloma que se verá obligada a afrontar su futuro y el de su hijo que viene en camino. |
| 1958 | Vint-i-dos contes (Veintidós cuentos)                              | Colección de relatos. |
| 1962 | La plaça del Diamant (La plaza del Diamante)                       | Es el relato de la vida de una chica que sufre un proceso de pérdida de identidad. La novela se desarrolla desde la Segunda República Española hasta los inicios de la Posguerra. La protagonista es Natalia, una joven huérfana de madre que conoce a Quimet en la carpa de la Plaza del Diamante durante la Fiesta Mayor de Gracia, y con el que se casará un año más tarde. En ese momento, inicia un proceso de pérdida de identidad en una sumisión completa bajo el poder del Quimet. Deja de ser Natalia para convertirse en la «Colometa». |
| 1966 | El carrer de les Camèlies (La calle de las Camelias)               | Relata la infancia y madurez de una niña abandonada en la calle de las Camelias llamada Cecilia C. Es cuidada por unos padres de acogida que la encontraron, hasta que se escapa para ir a buscar a sus padres biológicos que no conoce. Se moverá por los ambientes de la prostitución y la miseria, y mantendrá diferentes relaciones amorosas y sexuales, reduciendo su vida a dar vueltas sin rumbo por las calles de la ciudad. Hasta que un día, cumplió su sueño: ir al Liceo como una princesa, pero sintió que aquello no era su mundo, y desilusionada, vuelve a su patria, aquella calle de les Camelias que la había visto crecer. |
| 1967 | Jardí vora el mar (Jardín junto al mar)                            | Está narrada desde la perspectiva de un jardinero, quien cuenta en primera persona seis veranos en la torre donde está empleado. |
| 1967 | La meva Cristina i altres contes (Mi Cristina y otros cuentos)     | Colección de relatos. |
| 1974 | Mirall trencat (Espejo roto)                                       | Es el relato de la trágica vida de tres generaciones de la familia acomodada Valldaura-Farriols de principios del siglo XX. La novela gira principalmente en torno a la matriarca de la familia, Teresa Goday, y posteriormente también de María, que pertenece a la generación más joven de la familia. Trata el tema de la muerte de manera simbólica, describiendo el ascenso y el declive de los miembros de la familia. Nos presenta la historia fragmentada y con múltiples voces como un espejo despedazado donde cada trozo de cristal es un momento de la vida de los personajes. |
| 1978 | Semblava de seda i altres contes (Parecía de seda y otros cuentos) | Colección de relatos. |
| 1979 | Tots els contes (Todos los cuentos)                                | Colección de relatos. |
| 1980 | Viatges i flors (Viajes y flores)                                  | Colección de relatos. |
| 1980 | Quanta, quanta guerra... (Cuanta, cuanta guerra...)                | Adrià Guinart es un joven que, cansado de su inexperiencia de la vida, decide ir a ver mundo y vivir aventuras con gente desconocida, fruto de su anhelo de libertad. Huye con un amigo y otros compañeros al frente cuando reclaman voluntarios para la lucha, aunque volverá a huir sin rumbo, esta vez del frente, cuando se lo proponen. |
| 1986 | La mort i la primavera (La muerte y la primavera)                  | Obra póstuma editada en 1989. |
| 1991 | Isabel i Maria (Isabel y María)                                    | Obra póstuma editada en 2001. |
| 2019 | Cuentos para niños                                                 | Obra que recoge todos los cuentos infantiles publicados por la autora. |

### Teatro
| Año                      | Título                                                                            | Argumento |
| ------------------------ | --------------------------------------------------------------------------------- | --- |
| 1959 (escrito)           | Un dia (Un día)                                                                   | Unos transportistas se encuentran vaciando una casa abandonada, destinada a la demolición al día siguiente. A partir de objetos que encuentran, vuelven recuerdos, imágenes vinculados con los antiguos habitantes. Se presenta la historia de tres generaciones de una familia, sin un orden cronológico. Es un complicado entramado de relaciones, tanto de odio como de un difícil amor, un amor desilusionado, incestuoso, imposible. Al final de la obra, la escena queda vacía, evidenciando la desintegración de la casa y de su pasado. |
| 1976 (ed.)               | El parc de les magnòlies (El parque de las magnolias)                             | La obra transcurre en una plaza de un parque, a la que va Marta para observar a su marido, que día tras día se cita allí con su amante. Sin que ellos la vean, Marta sigue viendo todas sus citas, pero a la vez conoce a varios personajes y a través de sus historias se presentan diversas formas de amor, como, por ejemplo, la fascinación amorosa ingenua y el desengaño amoroso. |
| 1993 (ed.)               | El torrent de les flors (El torrente de las flores)                               | Es una recopilación de obras de teatro de Rodoreda que contiene los textos:: Un dia, La Senyora Florentina i el seu amor Homer, L'hostal de les tres Camèlies y El maniquí. |
| 1953 (escrito)           | La Senyora Florentina i el seu amor Homer (La Señora Florentina y su amor Homero) | La obra transcurre en casa de la señora Florentina en el barrio barcelonés de Sant Gervasi. La mujer mantiene durante veinte años una relación amorosa con Homero, un hombre casado. Su vida se organiza alrededor de las clases de música que da y sus encuentros con las vecinas. Cuando muere la esposa de Homero, Florentina espera poder llegar a tener una relación estable con él, pero se encuentra con un desengaño. Todo ello, alaba la visión de una vida de una mujer sola y entre mujeres solitarias como una forma de alcanzar una tranquilidad y felicidad |
| 1979 (escrito)           | El maniquí (El maniquí)                                                           | La obra transcurre durante el invierno. Presenta unos personajes marginados, los sueños y fantasías de los que se despiertan a partir del motivo central, que es el maniquí. En el primer acto, tres ancianos pobres entran en la barraca con un maniquí vestido de bailarina. A raíz de este impulso, comienzan a contar sus vidas y expresan su amor hacia el maniquí. Cuando otro mendigo se lleva el maniquí, vuelven a sentir plenamente la miseria de su pobreza y vejez. En el segundo acto, tres ancianas ordenan ropa usada, hablando de su pasado, sus fantasías y desilusiones. Cuando les traen el maniquí, de nuevo se sienten jóvenes y bellas. Al final, las mujeres sacan la ropa del maniquí para ponerse, a la vez a destreozar el maniquí. |
| 1973 (enviado al editor) | L'hostal de les tres Camèlies (El hostal de las tres Camelias)                    | La obra transcurre durante una noche, desde el atardecer hasta el amanecer en un hostal de campo. Andrés, el propietario del hostal vive con su segunda esposa, Magdalena y su madre, que después de un parálisis se quedó sin habla. En el hostal vive también una criada, Camelia, que es amante de Andrés, como lo fueron también todas las anteriores empleadas del hostal. Magdalena sufre la situación en silencio, pero Camelia no quiere conformarse con su situación de amante, queriendo convertirse en la dueña del hostal, con lo que se llega a un conflicto con un desenlace trágico |